# Jonathan Burrows
Jonathan Burrows (Durham, 1960-) is een Britse choreograaf die deels in Londen en deels in Brussel werkt.

## Loopbaan
Jonathan Burrows werd opgeleid tot danser en choreograaf aan de Londense Royal Ballet School. Na zijn studies bleef bij als solist verbonden aan het Royal Ballet tot 1991. Tijdens die periode werkte hij regelmatig samen met de Britse choreografe Rosemary Butcher. Ook choreografeerde hij werk voor andere gezelschappen en toonde zijn eigen werk in verschillende landen. In 1988 richtte hij zijn eigen gezelschap, The Jonathan Burrows Group, op. Het gezelschap bouwde snel een sterke internationale reputatie op met werken als Stoics (1991), Very (1992), Our (1994), The Stop Quartet (1996) en Things I Don't Know (1997). Een deel van Stoics werd ook opgenomen in het repertoire van het Londense Royal Ballet. 
Ook in Vlaanderen bleef zijn werk niet onopgemerkt. In 1996 coproduceerde Kunstencentrum Vooruit zijn werk (The Stop Quartet) voor het eerst. Dat was het begin van een sterke inbedding in het Vlaamse en Brusselse danslandschap. Burrows was geassocieerd kunstenaar bij Kunstencentrum Vooruit van 1992 tot 2002. Ook in het Brusselse Kaaitheater vond hij jarenlang een coproducent en was hij artist in residence van 2008 tot 2010. 
Burrows werkt sinds 2000 vaak samen met niet-dansers, zoals de Nederlandse theaterregisseur Jan Ritsema en de Italiaanse componist Matteo Fargion. Burrows en Fargion maakten vanaf 2002 samen een reeks duetten: Both Sitting Duet (1992), The Quiet Dance (2005), Speaking Dance (2006), Cheap Lecture (2009), The Cow Piece (2009), Counting To One Hundred (2011), One Flute Note (2012), Show And Tell (2013), Rebelling Against Limit (2013) en Body Not Fit For Purpose (2014).

## Prijzen
Met Both Sitting Duet won Burrows in 2004 een New Yorkse Bessie Award in de categorie Dance and Performance. Cheap Lecture werd in 2009 geselecteerd voor het Vlaamse Theaterfestival.

## Publicaties
In 2010 publiceerde Jonathan Burrows A Choreographer's Handbook, waarin hij inkijk geeft in zijn werkwijze als choreograaf.